# Cycloptiloides timah
Cycloptiloides timah är en insektsart som beskrevs av Sigfrid Ingrisch 2006. Cycloptiloides timah ingår i släktet Cycloptiloides och familjen Mogoplistidae. Inga underarter finns listade i Catalogue of Life.